# التعليم في بابوا غينيا الجديدة

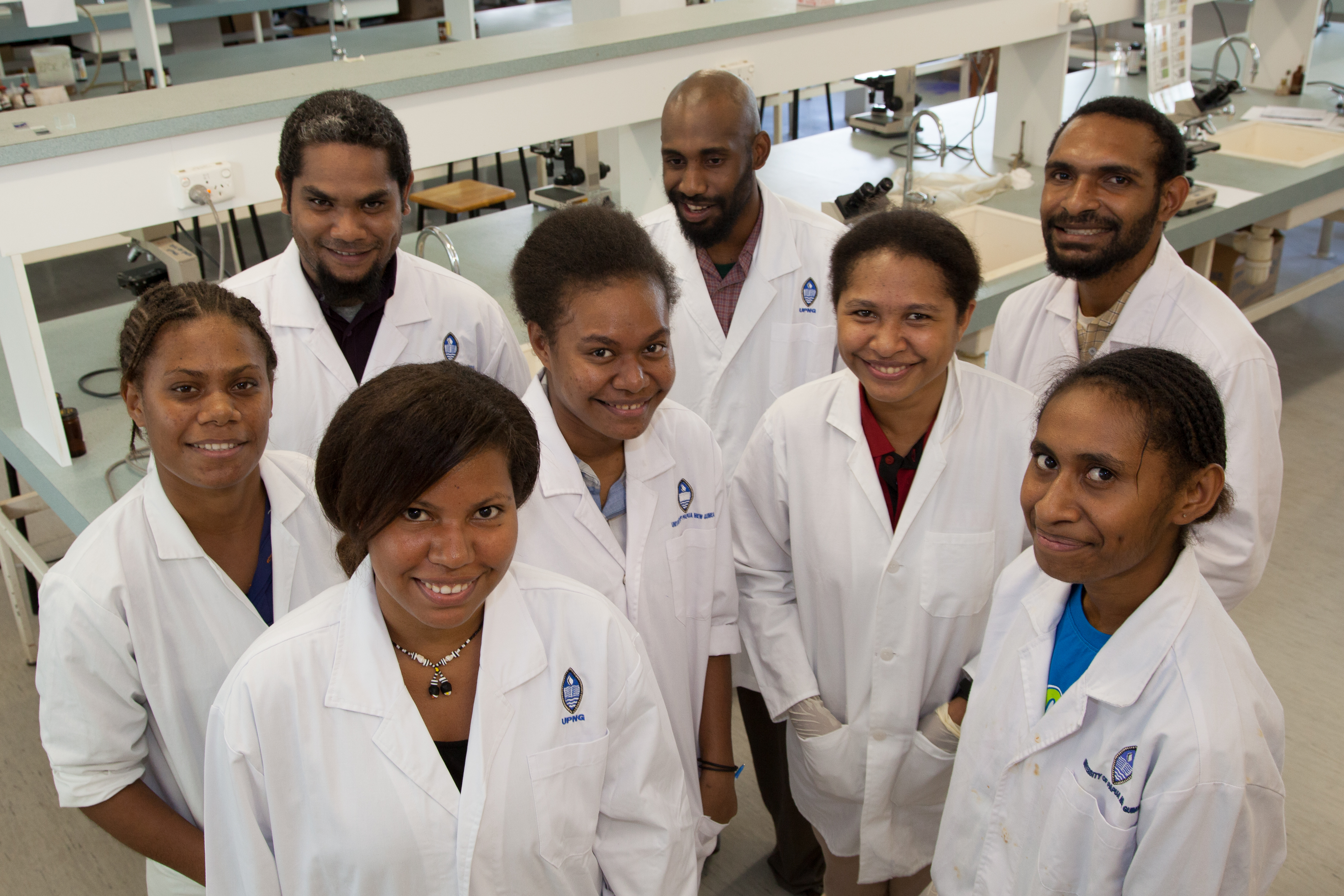
طلاب الطب من كلية UPNG للطب والعلوم الصحية

في بابوا غينيا الجديدة، الدولة مسؤول عن إدارة التعليم في تسعة عشرة محافظة ومفاطعتين (التقسيمات الإدارية). والتعليم فيها مجاني والحضور ليس إلزامياً.[بحاجة لمصدر]
ترى مبادرة قياس حقوق الإنسان  أن بابوا غينيا الجديدة تحقق 68.5% من المتطلبات التي يجب أن تفي بها للالتزام بالحق في التعليم على أساس مستوى الدخل في البلاد. وتجزئ المبادرة التعليم من حيث الحق في التعليم إلى تعليم ابتدائي وتعليم ثانوي. مع الأخذ بعين الاعتبار مستوى الدخل في الدولة، تحقق بابوا غينيا الجديدة 96.% من المتطلبات التي يجب أن تكون ممكنة وفقاً لمواردها (الدخل) للتعليم الابتدائي و40.6 فقط للتعليم الثانوي.

## التاريخ
تأسست أول مدرسة في بابوا غينيا الجديدة في عام1873 من خلال التبشيريون الإنجليزيون، وسيواصل التبشيريون تقديم الاساسيات للتعليم مع اللغة الإنجليزية والألمانية ك لغتين ابتدائيتين. عام 1914، كجزء من الحرب العالمية الاولى، حكمت أستراليا ألمانيا غينيا الجديدة واصبحت الإنجليزية اللغة الوحيدة المعتمدة أو الرسمية.
أنشئت لجنة كوري في عام 1964 للتحقيق في إنشاء أعلى تعليم في بابا غينيا الجديدة. في عام 1955، أنشئت أول جامعة في بابا غينيا الجديدة وسميت جامعة بابوا غينيا الجديدة، وكانت متأثرة قليلا بالنظام التعليمي الأسترالي.
التعليم في بابوا غينيا الجديدة مجاني منذ عام 2012، كواحدة من الوعود الانتخابية من المؤتمر الشعبي الوطني.

## بنود
أدى تاريخ بابوا غينيا الجديدة في التعليم التبشيري إلى كون جزء كبير من التعليم مدعوم من خلال مدارس دينية، قدرت وزارة التعليم ان 29% التعليم الثانوي في البلاد تديرها الكنائس، و 3% تديرها مدارس دولية خاصة، بينما المتبقي مدعوم من خلال الحكومة.

## مراحل التعليم
- المرحلة التمهيدية: من عمر السابعة إلى الثامنة وتكون في مدارس محلية وتستخدم لغة محلية أيضا.
- المرحلة الابتدائية: من عمر التاسعة إلى عمر الثانية عشر وتكون في مدارس محلية وتستخدم لغة محلية أيضا.
- المرحلة المتوسطة: من عمر الثالثة عشر إلى عمى السادسة عشر وتكون في مدارس اقليمية عالية المستوى ومدارس محلية وتستخدم اللغة الإنجليزية واللغتين (هيري موتو وتوك بيسين).
- مرحلة الثانوية: من عمر السابعة عشر إلى الثامنة عشر وتكون في مدارس دولية عالية المستوى تستخدم اللغة الإنجليزية واللغتين (هيري موتو وتوك بيسين).
- مرحلة التعليم العالي: من عمر التاسعة عشر فما فوق وتكون في الجامعة ومدارس دولية عالية المستوى تستخدم اللغة الإنجليزية واللغتين (هيري موتو وتوك بيسين).

## الجامعات
```
يوجد " 6 " جامعات في بابوا غينيا الجديدة، وهذه الجامعات معتمدة تحت مكتب "PNG" للتعليم العالي واسست أعمال البرلمان.
```

```
الجامعات هي: حسب الترتيب الابجدي:
```

- جامعة الكلمة الإلهية في مادانغ
- السبتية المحيط الهادي في بورت مورسيبي
- جامعة غوروكا في غوروكا
- جامعة المصادر الطبيعية والبيئية
- جامعة بابوا غينيا الجديدة في بورت مورسيبي
- جامعة التكنولوجيا في لاي

## لغات التعليم
```
في عام 2015، أصبحت لغة إشارة بابوا غينيا الجديدة اللغة الرسمية في PNG، وتستخدم لتعليم الصم.
```